# Кругман, Пол
Пол Робин Кругман (англ. Paul Robin Krugman МФА: [ˈpɔl ˈrɑbɪn ˈkrʊɡmən]о файле; род. 28 февраля 1953, Олбани, Нью-Йорк) — американский экономист, экономико-географ и публицист, лауреат премии по экономике памяти Альфреда Нобеля 2008 года.
Доктор философии (1977), член Американского философского общества (2011).

## Биография
Родился в семье Дэвида и Аниты Кругман, потомков евреев из Брест-Литовска. Рос в деревушке Меррик, округ Нассо, штат Нью-Йорк. Окончил среднюю школу им. Джона Ф. Кеннеди в Белморе.
Заинтересовался экономикой и историей ещё в детстве под влиянием научно-популярных книг Айзека Азимова. Учился в Йельском университете; доктор философии (1977) Массачусетского технологического института. Преподавал и там, и там, а также в Калифорнийском университете (кампус в Беркли), Лондонской школе экономики, Стэнфорде, с 2000 года был профессором Принстонского университета, в настоящее время заслуженный профессор экономики Городского университета Нью-Йорка.
С 1999 года ведёт аналитическую колонку в газете «Нью-Йорк таймс», приобрел известность как колумнист.
Член «Группы тридцати».
Автор многих книг и статей по международной экономике, налогообложению, распределению доходов, макроэкономике и экономической географии.
Пол Кругман определяет свои экономические взгляды как кейнсианские, а политические — как «либеральные» в американской терминологии (указывая, что в европейской терминологии они бы назывались «более-менее социал-демократическими»). Сформулировал гносеологические принципы своего творчества.
Последовательно выступает против биткойна и идеи существования валюты без администрации, за что неоднократно подвергался критике со стороны биткойновского сообщества.
Выступал против вторжения в Ирак.

## Семья
Дважды был женат. Его первой женой была художница и дизайнер Робин Л. Бергман. Женился второй раз в 1983 году на Робин Веллс, опубликовавшей несколько учебников по экономике в соавторстве с мужем. По собственным словам Пола Кругмана, ему приходится дальним родственником Дэвид Фрум.

## Награды и признание
- Награждён медалью Дж. Б. Кларка (1991). Лауреат премий Адама Смита (1995), Ректенвальда (2000) и принца Астурийского (2004). Член Американской академии искусств и наук (1992). Почётный член мюнхенского Центра экономических исследований (1997).
- В 2008 году получил премию по экономике памяти Альфреда Нобеля за анализ моделей торговли и проблем экономической географии[17], «…премию этому жёсткому критику Буша вручили именно сейчас, накануне президентских выборов в США»[18].
- Почётный доктор Оксфорда (2016).
- Орден «За заслуги перед Республикой Северная Македония» (26 мая 2022 года, Северная Македония)[19].

## Основные произведения
Научные работы
- «Рыночная структура и внешняя торговля» (Market structure and foreign trade: increasing returns, imperfect competition and the international economy, 1985, в соавторстве с Э. Хелпманом);
- «Стратегическая торговая политика и новая международная экономическая теория» (Strategic Trade Policy and the New International Economics, 1986);
- «Торговая политика и структура рынка» (Trade Policy and Market Structure, 1989);
- «Пространственная экономика: города, регионы и международная торговля» (The Spatial Economy: Cities, Regions and International Trade, 1999, в соавторстве с М. Фудзита и Э. Венаблсом).

Учебные пособия
- Krugman P. R., Obstfeld M. International Economics: Theory and Policy. — 1988; 8-е изд.: Prentice Hall, 2008. — 712 p. — ISBN 978-0-321-49304-0.

русск.пер.: Кругман П. Р., Обстфельд М. Международная экономика: теория и политика / пер. с англ. 5-го межд. изд. — СПб.: Питер, 2004. — 832 с. — ISBN 5-318-00514-4.
- Krugman P. R., Wells R. Economics. — Worth Publishers, 2005. — 1200 p. — ISBN 978-1-57259-150-9.
- Кругман П., Веллс Р., Олни М. Основы экономикс = Essentials of Economics. — СПб.: Питер, 2011. — 880 с .: ил . — (Классический зарубежный учебник). — ISBN 978-5-459-00504-2

Научно-публицистические работы
- The Great Unraveling: Losing Our Way in the New Century. — W.W. Norton & Co., 2003. — 320 p. — ISBN 978-0-393-05850-5.

русск.пер.: Великая ложь. — М.: АСТ; СПб.: Мидгард, 2004. — 480 с. — ISBN 5-17-025969-7.
- The Conscience of a Liberal. — W.W. Norton & Co., 2007. — 352 p. — ISBN 978-0-393-06069-0;

русск.пер.: Кредо либерала. — М.: Европа, 2009. — 368 с. — ISBN 978-5-9739-0183-7.
- The Return of Depression Economics and the Crisis of 2008. — W. W. Norton, 2008. — 224 p. — ISBN 978-0-393-07101-6;

русск.пер.: Возвращение Великой депрессии? — М.: Эксмо, 2009. — 336 с. — ISBN 978-5-699-34222-8.
- Выход из кризиса есть! = End This Depression Now! / [пер. с англ. Ю. Гольдберга]. — М. : Азбука Бизнес, 2013. — 318 с. — ISBN 978-5-389-04446-3

## Статьи на русском
- Эти лентяи-безработные (21.09.2014)
- Почему наступил новый «Позолоченный век» (30.05.2014)
- Незнание — сила (8.03.2012)
- Чем больна Европа? (26.02.2012)
- Никто не понимает проблемы долга (1.01.2012)
- Кейнс был прав (29.12.2011)
- Депрессия и демократия (11.12.2011)
- Америка погружается во тьму (09.08.2010)
- Пора приняться за Китай (14.03.2010)
- Америка ещё не погибла (07.02.2010)
- Разгневанные толстосумы